# Susan Miller
Susan Elizabeth Miller, baronne Miller de Chilthorne Domer (née le 1er janvier 1954) est membre libéral-démocrate de la Chambre des lords.

## Biographie
Elle épouse John Miller et se remarie à Humphrey Temperley, qui sont tous deux actifs dans la vie politique en tant que démocrates libéraux. Par son premier mariage, elle a deux filles, mais une est décédée, et a également trois beaux-enfants par son deuxième mariage.
Miller travaille dans l'édition. Elle est conseillère aux niveaux de la paroisse, du district et du comté de 1987 à 2005, dirigeant le conseil du district de South Somerset et membre du conseil du comté de Somerset. Elle est nommée pair à vie en tant que baronne Miller de Chilthorne Domer, de Chilthorne Domer dans le comté de Somerset le 28 juillet 1998.
Elle est porte-parole des libéraux démocrates chez les Lords sur l'agriculture et les affaires rurales de 1999 à 2001, l'environnement, l'alimentation et les affaires rurales de 2001 à 2007 et les affaires intérieures de 2007 à 2009. Elle préside maintenant les groupes transpartis sur l'agroécologie et l'alimentation et la santé. Elle est coprésidente des parlementaires pour la non-prolifération et le désarmement nucléaires. Lorsqu'elle n'est pas au Parlement, elle travaille sur le vignoble familial.